# Mihály Táncsics
Mihály Táncsics (srbsky Михајло Танчић, Mihajlo Tančić; 21. dubna 1799 Ácsteszér – 28. června 1884, Budapešť) byl maďarský spisovatel, novinář a revoluční demokrat chorvatsko-slovenského původu, jeden z činitelů revoluce roku 1848.

## Životopis
Dlouhá léta se musel skrývat. Ve svých pracích lidu vysvětloval, kdo hájí jeho zájmy a jakými způsoby je možno dosáhnout změny společenského života. Dokazoval, že socialisty a komunisté kladou otázku takto:
| „                  | Jestliže v každém státě existuje zvláštní třída, třída pánů, kteří ačkoli nepracují, mají hodnost všeho a dobře žíjé, proč by nemohla dobře žít i jiná, větší třída s milióny příslušníků, dělnická třída, která pracuje. | “ |
| — Mihály Táncsics. | |   |

Za socialisty považoval Fourierovy stoupence a za komunisty stoupence Cabetovy. Prohlásil se za rudého republikána. Tvrdil, že cílem rudých republikánů je „likvidovat bídu a nadměrné bohatství, či přesněji, jejich příčiny.“ — Mihály Táncsics  .